# Rhomboda fanjingensis
Rhomboda fanjingensis är en orkidéart som beskrevs av Paul Ormerod. Rhomboda fanjingensis ingår i släktet Rhomboda och familjen orkidéer. Inga underarter finns listade i Catalogue of Life.